# Nallo I Trinci
Nallo I Trinci era fill de Trincia Trinci i germà d'Ugolino I Trinci, i fou gonfanoner de justícia i capità del poble de Foligno el 24 de juny de 1305. Va morir el 1321 i fou el pare de Corrado II Trinci, Ugolino II Novello, Luciano, Vagnozio (mort el 1350, pare de dos frare franciscans ordenats el 1323: Paolo, 1309-1391, i Francesco), Pietro (monjo i bisbe de Spoleto des del 1306, mort el 1320), Ciolo (Podestà de Gualdo de’ Cattani el 1328), Contessa, Agata, i Offredo (capità jutge d'Orvieto el 1357).